# F Is for Family
F Is for Family é uma série de animação adulta e sitcom americano-canadense criada por Bill Burr e Michael Price para o serviço de streaming Netflix. A primeira temporada, disponibilizada na íntegra no dia 18 de dezembro de 2015, consiste em seis episódios e foi produzida pela Gaumont International Television e pela Wild West Television, produtora do ator e roteirista Vince Vaughn.
Em abril de 2016, a Netflix renovou a série por mais uma temporada, dessa vez com dez episódios, lançados no dia 30 de maio de 2017. Em junho de 2017, foi anunciada a terceira temporada, que estreou em dezembro de 2018. Já a 4ª temporada, confirmada em janeiro de 2019, estreou em junho do ano seguinte. Por fim, a 5ª e última temporada foi lançada em novembro de 2021.

## Sinopse
Nos Estados Unidos de 1973, Frank Murphy (Bill Burr) é um tradicional pai de família, casado com Sue (Laura Dern) e tem três filhos. Eles vivem em um bairro de classe média e Frank não tem o mínimo de paciência com os filhos, em especial com o rebelde adolescente Kevin (Justin Long), e desvaloriza o trabalho da esposa. Ainda assim, eles provam se amar após passarem por diversos problemas no trabalho, na escola e na vizinhança.

## Elenco
Principal
- Bill Burr como Frank Murphy[9]
- Laura Dern como Sue Murphy[9]
- Justin Long como Kevin Murphy (e Chuck Sawitzki e Phineas)[9]
- Debi Derryberry como Maureen Murphy (e Kenny, Phillip, Bridget e outros)[9]
- Haley Reinhart como Bill Murphy (e Frank Murphy criança)[9][10]
- Sam Rockwell como Vic[9]

Co-estrelando
- Mo Collins como Jimmy, Vivian, Ben, Brandy, Ginny e outros[11]
- Trevor Devall como Red, Bolo, Mr. Goomer, Otto Holtenwasser e outros
- Phil Hendrie como Jim Jeffords, Colt Luger, Hobo Jojo e outros[12]
- Kevin Michael Richardson como Rosie Roosevelt[13]

Recorrentes
- David Koechner como Bob Pogo[11]
- Kevin Farley como Babe, Carl e outros[11]
- Gary Cole como Rodger Dunbarton[11]
- Joe Buck como Lou Gagliardi e outros
- John DiMaggio como Scoop Dunbarton
- Allison Janney como Henrietta Van Horne
- T. J. Miller como Randy
- Michael K. Williams como Smokey
- Josh Adam Meyers como "Howlin'" Hank Howland
- Vince Vaughn como Chet Stevenson
- Matt Jones como Nuber
- Jamie Denbo como Marie e Alice
- Al Ducharme como Anthony Bonfiglio
- Eileen Fogarty como Evelyn e Nguyen-Nguyen
- Jessica DiCicco como cabelereira
- Jonathan Banks como William Murphy
- Alex Moffat como  Sandy Calabasas
- Phil LaMarr como Curtis Higgins
- Cree Summer como Darryl Roosevelt

Participações especiais
- Kurtwood Smith como Stan Chilsons, pai de Sue
- Carol Kane como mãe de Sue
- Amy Sedaris como  Samantha
- Will Sasso como Prefeito Anthony Tangenti
- Snoop Dogg como Reverendo Sugar Squires
- Rich Sommer como Cliff Haskins

## Produção
A série foi anunciada em outubro de 2014 como parte da parceria entre o serviço de streaming Netflix e as produtoras Gaumont International Television e Wild West Television. O programa é uma "comédia familiar" baseada no stand-up comedy de Bill Burr e foca no politicamente incorreto típico dos anos 1970, "um tempo em que se podia bater em seu filho, fumar em locais fechados e levar sua arma para o aeroporto". Burr dubla o patriarca da família Murphy e Laura Dern é sua esposa. Os três filhos têm vozes de Justin Long, Debi Derryberry e Haley Reinhart. A primeira temporada consiste em seis episódios e foi escrita por Burr e Michael Price. Price é mais conhecido por ter sido premiado com um Emmy por seu trabalho em Os Simpsons.

## Prêmios e indicações
| Ano  | Premiação   | Categoria                     | Nomeado(a)                                                                | Resultado | Ref.   |
| ---- | ----------- | ----------------------------- | ------------------------------------------------------------------------- | --------- | ------ |
| 2017 | Emmy Awards | Melhor Dublagem de Personagem | Mo Collins como Ginny, Jimmy, Lex, Ben e Cutie Pie (Episódio "Pray Away") | Indicada  | [ 17 ] |
| 2019 | Emmy Awards | Melhor Dublagem de Personagem | Kevin Michael Richardson como Rosie (Episódio "The Stinger")              | Indicado  | [ 18 ] |